# Porcellana kraak

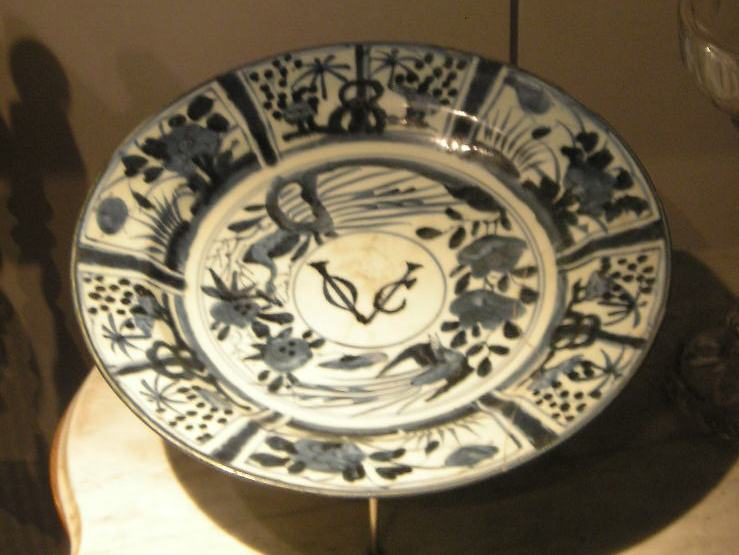
Porcellana kraak. Museu de Malaca.

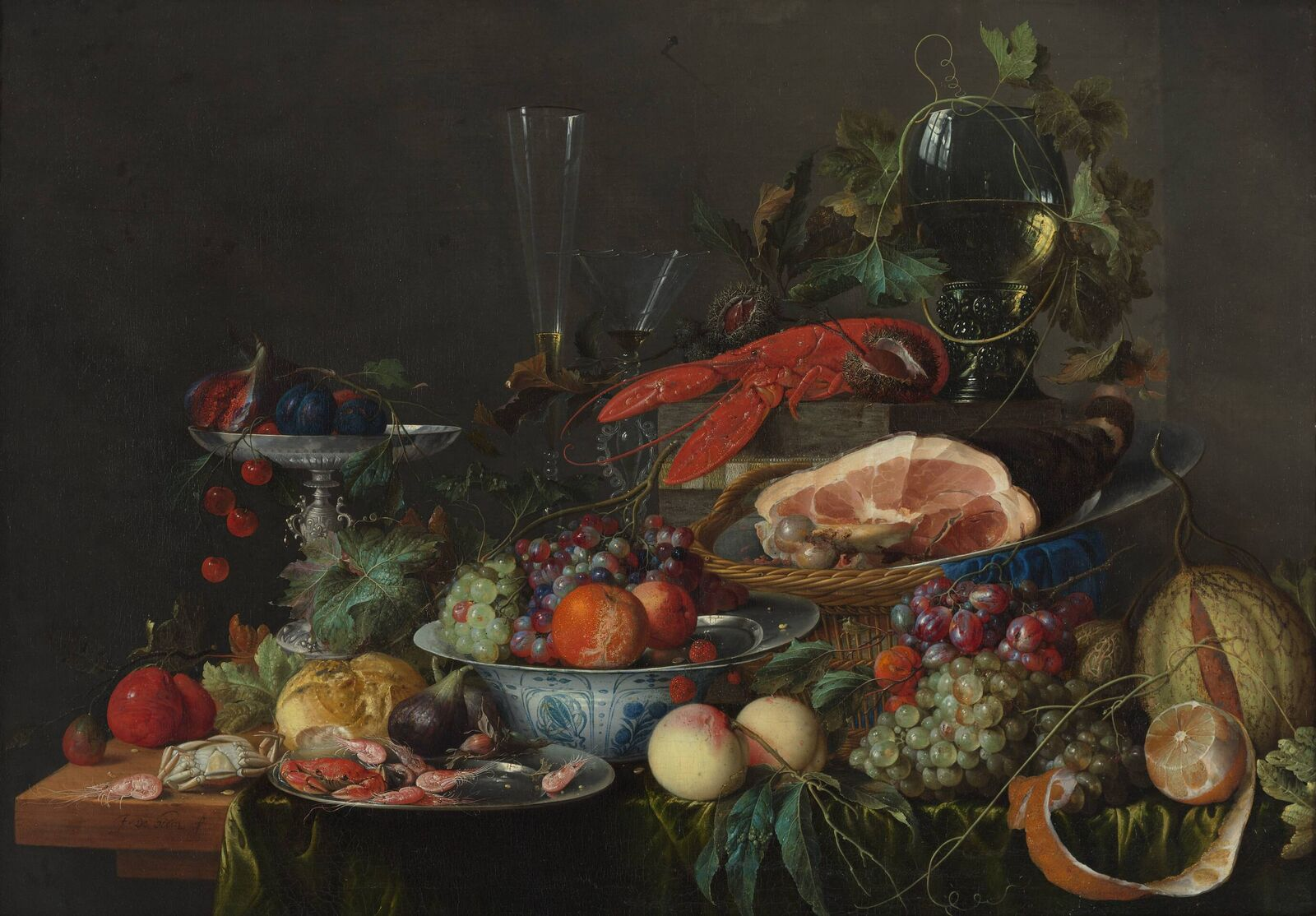
Jan Davidszoon de Heem, Naturalesa morta amb fruites i llagosta, segona meitat del. Museu Boijmans Van Beuningen, Rotterdam.

La porcellana kraak és un tipus de porcellana xinesa d'exportació, començada a produir cap a voltant de 1640 durant el regnat de l'emperador Wanli (1563-1620). Va ser una de les primeres ceràmiques xineses a arribar a Europa a grans quantitats, i es va representar sovint en bodegons durant el Renaixement flamenc per mostrar els luxes estrangers d'aquesta època.

## Nom
Es creu que la porcellana «kraak» va ser nomenada així per les carraques, els bucs mercants portuguesos en els quals es transportava, si bé les carraques s'associen tradicionalment al transport d'oli. Altres possibles orígens proposats han estat, per exemple, el verb holandès kraken que significa trencar —característica de fàcil associació a la delicada porcellana—; kraken també s'utilitzava per referir-se al tipus de prestatgeries en què es mostraven les porcellanes d'importació blava i blanca en Frísia, en el nord d'Holanda.

## Estil

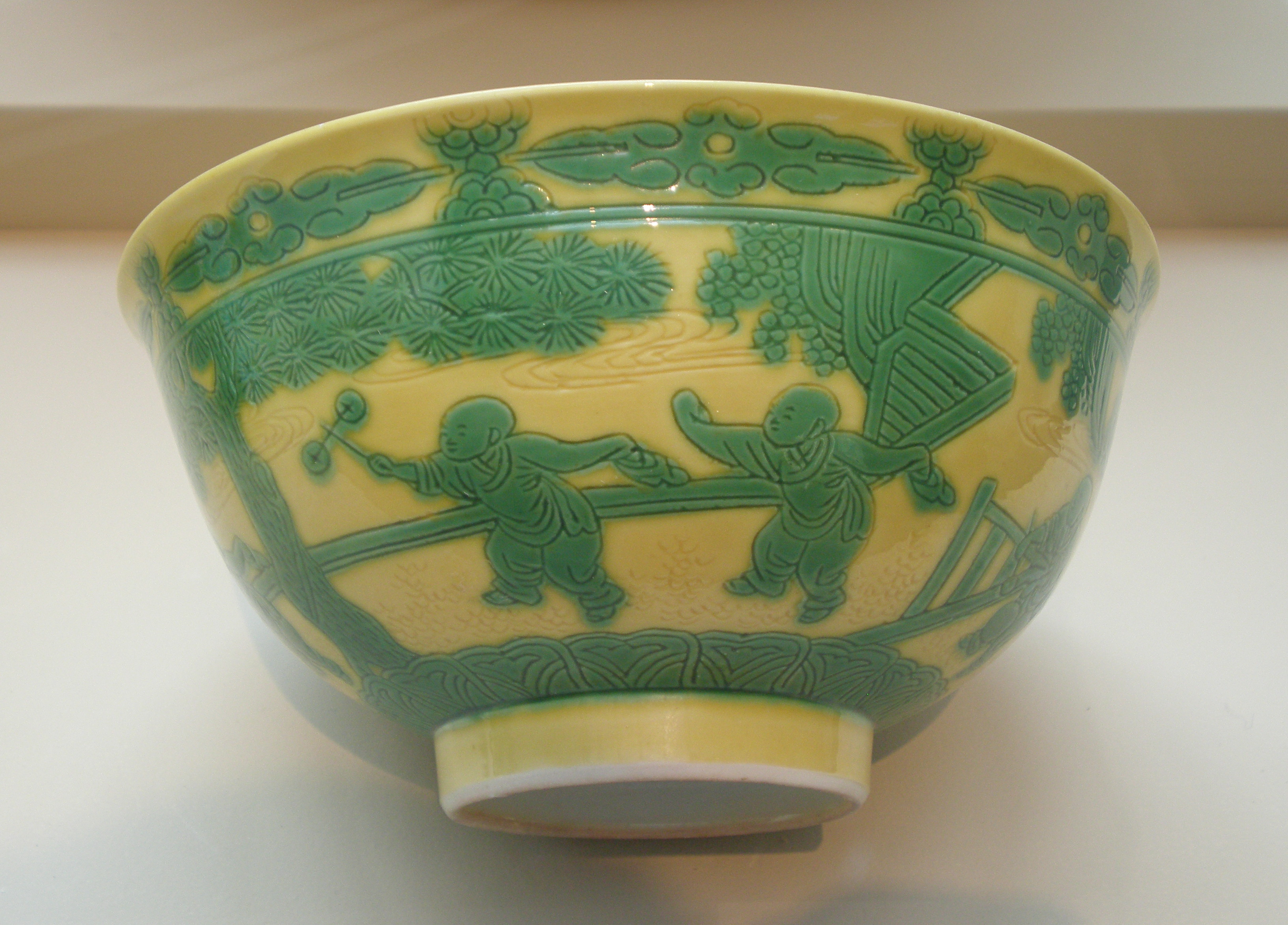
Ceràmica Susancai, bol amb nens saltant, 1723-1735 Asian Art Museum of San Francisco.

La porcellana kraak estava normalment pintada amb el pigment blau cobalt i esmalt blanc perfeccionat en la dinastia Ming, encara que hi ha alguns exemples de plats pintats amb esmalt de color. Sovint estava decorada amb variacions dels motius més tradicionals que es troben a la Xina, tals com a flors estilitzades de peonías i crisantems, així com símbols budistes. No obstant això, la principal característica de la decoració kraak és l'ús de panells radials, és a dir, la superfície de la porcellana es divideix en segments, cadascun amb la seva pròpia imatge.
Segons l'experta Maura Rinaldi la forma dels bols va ser dissenyada específicament per satisfer a una clientela europea, ja que no sembla haver-hi molts exemples que es conserven en altres parts del món, incloent l'espectacular col·lecció del Palau de Topkapı que conté la més extensa col·lecció de porcellana Kraak. Considerant la importància de la sopa en la dieta europea, Rinaldi insisteix que aquestes peces estaven dissenyades per satisfer una demanda externa, incloent curioses reflexions com que la cullera de metall pesant amb mànec llarg, comú a Europa, va ser escurçada per al bol usat a la Xina.

## Influència

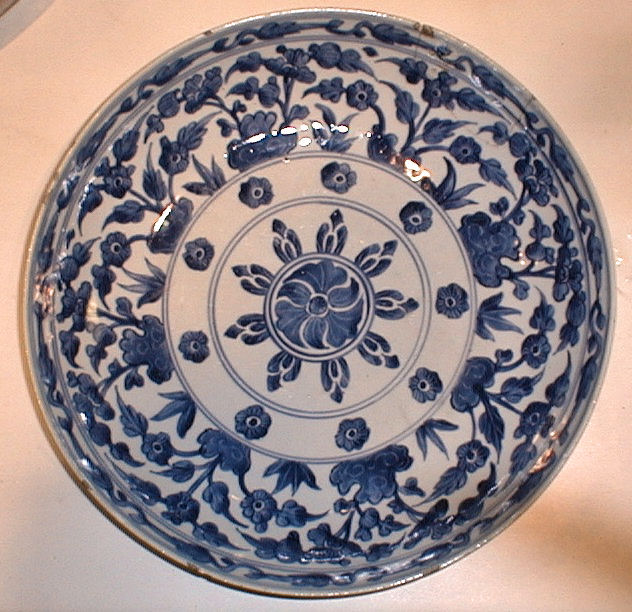
Plat de Ø 30 cm en porcellana kraak.

La porcellana kraak va ser copiada i imitada a tot el món, pels terrissaires de Arita, Japó i Pèrsia, cap a on els comerciants holandesos es van dirigir quan va tenir lloc la caiguda de la dinastia Ming i no va ser possible la seva importació, fins que quan per fi ja es van fabricar a Delft. Molta de la informació s'ha obtingut a través de la recerca dels naufragis per arqueòlegs marins. A causa que els naufragis sovint es poden datar amb certesa, el contingut de càrrega ofereix una imatge clara de la producció al moment en què el vaixell es va enfonsar. D'altra banda, la seva ubicació també pot indicar el port de destinació, la qual cosa revela el moviment sobre les rutes comercials internacionals i els llocs de mercat de l'època. En contrast amb les altres grans importacions europees de l'època, per exemple, els tèxtils i les espècies, la ceràmica va ser capaç de resistir l'exposició a l'aigua, tornant-se així la mercaderia ideal per seguir el llast de càrrega dels grans vaixells. La durabilitat de la porcellana, en aquest sentit li permet resistir segles d'immersió sota el mar, arribant a sobreviure intacta per donar testimoniatge de la seva història.